# Gian Andreossi
Giannin «Gian» Andreossi (* 2. Juli 1902 in St. Moritz; † 22. Mai 1964 in Chur) war ein Schweizer Eishockeyspieler. Sein Bruder Mezzi Andreossi war ebenfalls Schweizer Nationalspieler. 

## Karriere
Gian Andreossi nahm für die Schweizer Nationalmannschaft an den Olympischen Winterspielen 1928 in St. Moritz teil. Mit seinem Team gewann er die Bronzemedaille. Er selbst kam im Turnierverlauf in fünf Spielen zum Einsatz. Zuvor hatte er bereits bei der Europameisterschaft 1922 mit seiner Mannschaft die Bronzemedaille gewonnen. Auf Vereinsebene spielte er für den EHC St. Moritz. 

## Erfolge und Auszeichnungen
- 1922 Bronzemedaille bei der Europameisterschaft
- 1928 Bronzemedaille bei den Olympischen Winterspielen